# Göran Tagesson
Göran Henrik Tagesson, född 2 maj 1960 i Norrköpings Sankt Olai församling, Östergötlands län, är en svensk arkeolog och filosofie doktor i medeltidsarkeologi från Lunds universitet. Avhandlingen Biskop och stad: aspekter av urbanisering och sociala rum i medeltidens Linköping publicerades 2002.
Under sin bana som arkeolog knuten till Statens Historiska Museer, Arkeologerna (tidigare Riksantikvarieämbetet UV Öst) har han utfört grävningar i Linköping, Vadstena, Östergötland med omnejd samt Kalmar. I sin forskning har han fokuserat på Vreta Kloster och Fransiskanerkonventets placering i Linköping. 
2018 driver han forskningsprojektet ”Hus och hushåll i svenska städer 1600-1850” tillsammans med historikern Dag Lindström vid Uppsala universitet där han studerar hus och människor i Linköping och Kalmar.
2017 tilldelades han Östergötlands museums Cnattingiuspris.